# Mohammed Al-Fuhaid
Mohammed Al-Fuhaid Salah (in arabo محمد الفهيد‎?; Hofuf, 9 gennaio 1990) è un calciatore saudita, centrocampista svincolato.

## Carriera

### Club
Cresciuto nelle giovanili dell'Al-Fateh, ha legato la maggior parte della carriera al club saudita.
Dopo l'esordio in prima squadra nel 2009, ha conquistato il campionato saudita 2012-2013 e la supercoppa saudita 2013.

### Nazionale
Ha esordito con la nazionale saudita nel 2019, in occasione delle gare di WAFF Championship.

## Palmarès

### Club

#### Competizioni nazionali
- Campionato saudita: 1

Al-Fateh: 2012-2013
- Supercoppa saudita: 1

Al-Fateh: 2013